# توماس بولیس
توماس بولیس (انگلیسی: Thomas Bolis؛ زادهٔ ۲ اوت ۱۹۹۸) بازیکن فوتبال است.
از باشگاه‌هایی که در آن بازی کرده‌است می‌توان به باشگاه فوتبال آتالانتا اشاره کرد.